# Cantonul Bagnères-de-Bigorre
Cantonul Bagnères-de-Bigorre este un canton din arondismentul Bagnères-de-Bigorre, departamentul Hautes-Pyrénées, regiunea Midi-Pyrénées, Franța.

## Comune
- Antist
- Argelès-Bagnères
- Astugue
- Bagnères-de-Bigorre (reședință)
- Banios
- Bettes
- Cieutat
- Hauban
- Labassère
- Lies
- Marsas
- Mérilheu
- Montgaillard
- Neuilh
- Ordizan
- Orignac
- Pouzac
- Trébons
- Uzer